# Jenthe Biermans
Jenthe Biermans (født 30. oktober 1995 i Geel) er en cykelrytter fra Belgien, der er på kontrakt hos Arkéa-B&B Hotels.